# Dana Plato
Dana Michelle Strain (Maywood, California, 7 de noviembre de 1964-Moore, Oklahoma, 8 de mayo de 1999), llamada artísticamente Dana Plato, fue una actriz estadounidense que se destacó por haber interpretado el papel de Kimberly Drummond en la serie de televisión estadounidense Diff'rent Strokes (Blanco y negro en algunos países), de 1978 a 1986. Después de dejar el reparto de Diff'rent Strokes, Plato intentó establecerse como una actriz de trabajo, con éxito variado: trabajó esporádicamente en telefilmes y en películas independientes, e hizo el trabajo de actriz de voz. A la edad de treinta y cuatro años, después de años de luchar contra la pobreza, la obesidad y el abuso de sustancias, Plato murió a causa de una sobredosis de medicamentos recetados.

## Vida y carrera
Plato nació como Dana Michelle Strain el 7 de noviembre de 1964 en Maywood, California. Hija de Linda Strain, una adolescente soltera que ya estaba criando a un niño de dieciocho meses de edad. En junio de 1965, la niña de siete meses fue adoptada por Dean Plato, dueño de una compañía de camiones, y su esposa Florine «Kay» Plato. Plato fue criada en el Valle de San Fernando. Cuando tenía tres años, sus padres adoptivos se divorciaron y vivió con su madre.
Cuando era muy joven, Plato comenzó a asistir a audiciones con su madre y a partir de los siete años comenzó a aparecer en anuncios de televisión. Aparentemente apareció en más de cien comerciales para compañías tan diversas como Kentucky Fried Chicken, Dole, y Atlantic Richfield. Plato hizo su debut cinematográfico a los trece años en la película de terror Return to Boggy Creek (1977). Otros papeles tempranos incluyeron Exorcist II: The Heretic (1977) y California Suite (1978).
Diff'rent Strokes debutó en NBC en 1978.
Durante sus años en Diff'rent Strokes, Plato luchó con problemas de drogas y alcohol. Admitió beber alcohol y consumir cannabis y cocaína, y sufrió una sobredosis de diazepam cuando tenía catorce años.
En diciembre de 1983, Plato se mudó con su novio, el guitarrista de rock Lanny Lambert. La pareja se casó el 24 de abril de 1984, y su único hijo, Tyler Edward Lambert, nació el 2 de julio de 1984.
Durante su divorcio de marzo de 1990, Plato perdió la custodia de su hijo a Lambert y recibió derechos de visitas. Se trasladó a Las Vegas, donde luchó con la pobreza y el desempleo. En un momento dado, trabajó en una tienda de limpieza en seco, donde los clientes informaron estar impresionados por su humildad.
El 28 de febrero de 1991, entró en una tienda de videos, mostró una pistola de pellets y exigió el dinero de la caja registradora. El empleado llamó al 911, diciendo: «Acabo de ser robado por la chica que interpretó a Kimberly en Diff'rent Strokes». Aproximadamente quince minutos después del robo, Plato regresó a la escena y fue inmediatamente arrestada. El robo ascendió a 164 dólares. El artista de Las Vegas Wayne Newton pagó su fianza de trece mil dólares, recibió cinco años de libertad condicional. Plato alcanzó los titulares y se convirtió en un tema del debate nacional que rodea a las estrellas infantiles problemáticas, particularmente teniendo en cuenta las dificultades de sus coestrellas de Diff'rent Strokes Gary Coleman y Todd Bridges.
En enero de 1992, fue arrestada de nuevo, esta vez por falsificar una receta para diazepam. Cumplió treinta días en prisión por violar los términos de su libertad condicional y entró en un programa de rehabilitación de drogas inmediatamente después.
En 1992, Plato fue una de las primeras celebridades en protagonizar un videojuego. El juego, Night Trap, no fue un gran éxito (la mayoría del contenido del video del juego fue filmado en 1987 y luego archivado), pero se considera un título pionero porque fue el primer juego en utilizar actores en vivo, específicamente una figura conocida. Fue uno de los primeros títulos de videojuegos en tener contenido maduro y atrajo controversia debido a su descripción de la violencia. La controversia, junto con el que rodea a Mortal Kombat, eventualmente llevó a la creación de la ESRB.
Hacia el final de su carrera, Plato eligió papeles que podrían ser considerados pornografía erótica y suave. Apareció desnuda en Prime Suspect (1989) y Compelling Evidence (1995), y en el drama erótico suave Different Strokes: The Story of Jack and Jill...and Jill (1998), cuyo título fue cambiado después de filmar para vincularlo al pasado de Plato. Después de su aparición en la película, en el mismo año, Plato apareció en una historia de portada de Girlfriends, revista de estilo de vida lesbiana, en la cual ella salió como lesbiana, aunque después se retractó.
Más tarde, se comprometió con Fred Potts, cineasta y amigo íntimo de Johnny Whitaker, pero la relación pronto se rompió después de la manipulación de Plato de Potts, y volvió a las drogas. Justo antes de su muerte, estaba en una relación con su representante, Robert Menchaca, con quien vivía en una casa rodante en Navarre, Florida.
El 7 de mayo de 1999, un día antes de su muerte, Plato apareció en The Howard Stern Show. Habló sobre su vida, discutiendo sus problemas financieros y su pasado con la ley. Admitió ser una alcohólica y drogadicta en recuperación, pero afirmó que había estado sobria por más de diez años en ese punto, y no estaba usando ningún medicamento, con la excepción de los analgésicos prescritos debido a la extracción reciente de dos molares. Muchos oyentes la insultaron y pusieron en duda su sobriedad, lo que provocó que una desafiante Plato se ofreciese a hacerse una prueba de drogas en directo. Algunos oyentes, así como el anfitrión Howard Stern, intentaron defender a Plato.

## Fallecimiento

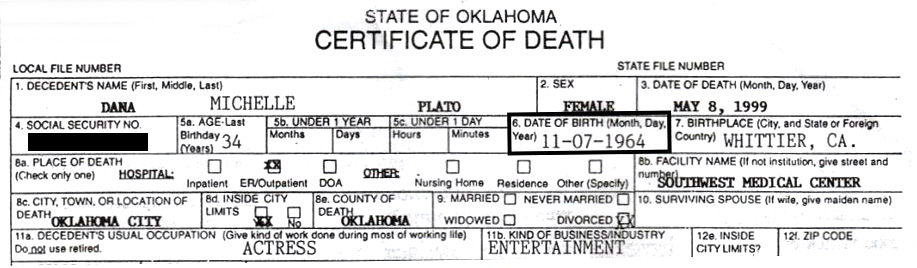
Acta de defunción de Dana Plato

El 8 de mayo de 1999, Plato y Menchaca regresaban a Los Ángeles, California y se detuvieron en Moore, Oklahoma, para visitar a la madre de Menchaca por el Día de la Madre.Luego de almorzar, Plato dijo que se sentía mal y tomó algunas dosis de un analgésico de hidrocodona/acetaminofen (Lortab), junto con el relajante muscular carisoprodol (Soma), y fue a acostarse a su casa rodante Winnebago, que estaba estacionada afuera de la casa. Minutos después, estaba muerta, inicialmente, su familia asumió una sobredosis accidental, pero luego declararon que fue un suicidio, basándose en la larga historia de uso de sustancias psicoactivas de Plato e historial de pensamientos suicidas. La actriz tenía 34 años. Su cuerpo fue incinerado y sus cenizas fueron esparcidas en el Océano Pacífico.
El 6 de mayo de 2010, el hijo de Plato, Tyler, se suicidó de un disparo en la cabeza a sus 25 años. Justamente el chico decidió quitarse la vida, dos días antes del undécimo aniversario luctuoso de la actriz.

## Filmografía
| Año  | Título                                                   | Papel                | Notas           |
| ---- | -------------------------------------------------------- | -------------------- | --------------- |
| 1977 | Exorcist II: The Heretic                                 | Sandra Phalor        | No acreditada   |
| 1977 | Return to Boggy Creek                                    | Evie Joe             |                 |
| 1978 | California Suite                                         | Jenny Warren         |                 |
| 1989 | Prime Suspect                                            | Diana Masters        |                 |
| 1992 | Bikini Beach Race                                        | J. D.                |                 |
| 1992 | The Sounds of Silence                                    | Deborah Nichols      |                 |
| 1995 | Compelling Evidence                                      | Dana Fields          |                 |
| 1995 | Lethal Cowboy                                            | Elizabeth            |                 |
| 1995 | Millenium Day                                            |                      |                 |
| 1997 | Tiger                                                    | Andrea Baker         |                 |
| 1997 | Blade Boxer                                              | Rita                 | Directo a video |
| 1998 | Different Strokes: The Story of Jack and Jill...and Jill | Jill Martin          |                 |
| 1998 | Desperation Boulevard                                    | Dana Plato           |                 |
| 1999 | Silent Scream                                            | Emma Jones           |                 |
| 2002 | Pacino Is Missing                                        | Prosecuting Attorney |                 |

| Año       | Título                                    | Rol               | Notas                                                |
| --------- | ----------------------------------------- | ----------------- | ---------------------------------------------------- |
| 1975      | The Six Million Dollar Man                | Girl              | Episodio: «The Bionic Woman»                         |
| 1975      | Beyond the Bermuda Triangle               | Wendy             | Película para televisión                             |
| 1976      | Family                                    | Mary Beth Sanders | Episodio: «Home Movie»                               |
| 1978      | What Really Happened to the Class of '65? |                   | Episodio: «The Most Likely to Succeed»               |
| 1978-1986 | Diff'rent Strokes                         | Kimberly Drummond | 140 episodios                                        |
| 1979      | Hello, Larry                              | Kimberly Drummond | Episode: «The Trip: Part 2»                          |
| 1979      | The Facts of Life                         | Kimberly Drummond | Episodio: «Rough Housing»                            |
| 1979      | CHiPs                                     | Dana Plato        | Episode: «Roller Disco: Part 2»                      |
| 1979      | Hello, Larry                              | Kimberly Drummond | Episode: «Feudin' and Fussin': Part 2»               |
| 1979      | Hello, Larry                              | Kimberly Drummond | Episodio: «Thanksgiving Crossover: Part 2»           |
| 1980      | CHiPs                                     | Kim               | Episodio: «Nightingale»                              |
| 1980      | Family                                    | Debbie            | Episodio: «Letting Go»                               |
| 1980      | ABC Afterschool Specials                  | Daisy Dallenger   | Episodio: «Schoolboy Father»                         |
| 1981      | A Step in Time                            |                   | Película para televisión                             |
| 1982      | Walt Disney World's 10th Anniversary      | Daughter          | Especial de televisión                               |
| 1983      | High School U.S.A.                        | Cara Ames         | Película para televisión                             |
| 1984      | The Love Boat                             | Patty Springer    | Episodio: «Paying the Piper/Baby Sister/Help Wanted» |
| 1985      | Growing Pains                             | Lisa              | Episodio: «Mike's Madonna Story»                     |

| Año  | Título     | Papel      | Notas |
| ---- | ---------- | ---------- | ----- |
| 1992 | Night Trap | Kelly Medd |       |